# 모토로라 드로이드 4
모토로라 드로이드 4(영어: Motorola Droid 4)는 모토로라 모빌리티에서 제작한 안드로이드폰이다. 출시당시 안드로이드 2.3.5 진저브레드를 탑재하였다.
- 2013/02/02 시점에서 4.0.4 아이스크림 샌드위치(ICS) 탑재

## 웹탑
아트릭스와 마찬가지로 모토로라의 통합 '웹탑'응용 프로그램이 드로이드 4에서도 지원된다. 휴대전화가 노트북 도킹 스테이션 또는 HD 멀티미디어 독을 통해 외부 디스플레이에 접속되면 자동으로 웹탑 응용 프로그램이 시작된다. 리눅스 노트북과 유사한 사용자 인터페이스 제공과 웹탑 모드에서 우분투 데스크탑을, 전화와 같은 외부 디스플레이에 여러 응용 프로그램을 실행할 수 있다.
아이스크림 샌드위치 업그레이드후에는, 웹탑모드가 개정되어 웹탑 3.0이라고하며 더 이상 별도의 리눅스 OS로 구성하지 않게되며 대신, 전화 HDMI (또한 랩독 또는 멀티미디어 도킹 스테이션이 더 이상 필요하지 않게된다) 및 웹탑가 선택을 통해 외부 모니터에 연결되어 때, 전화가 ICS의 태블릿 UI으로 전환하여 휴대 전화에서 모든 기존 응용 프로그램을 실행할 수 있도록 변경되었다.

## 출시국가

### LTE모델
- 미국

그 외 다수 국가

## 색상
- 프리미엄 블랙

## 성능
배터리는 일체형이다.(EB41)